# Кастриоти, Хамза
Хамза Кастриоти (ум. 1460) — албанский феодал, племянник и военачальник Георгия Кастриоти (Скандербега).

## Биография
Вероятно, родился в османских владениях, после смерти отца он воспитывался под руководством своего дяди Скандербега, который брал его с собой в военных походах.
После поражения турецкого войска в битве под городом Ниш в Сербии (1443) Хамза вместе со своим дядей Скандербегом дезертировал из османской армии и вернулся в Албанию, где отказался от ислама и принял христианство, сменив своё имя на Бранило. Он поддержал восстание Скандербега и стал вице-капитаном войска Скандербега, когда они захватили замок Крую в 1443 году.
В 1448 году во время войны Скандербега с Венецианской республикой (1447—1448) албанские отряды под командованием Хамзы Кастриоти и Марина Спани захватили заброшенную крепость Бализио в окрестностях Шкодера и восстановили её. Хамза Кастриоти не хотел оставаться в этой крепости и отступил в Дриваст, оставив в Бализио Марина Спани с отрядом из двух тысяч воинов. Марин Спани также не решился оставаться в Бализио и, после получения от своего дяди Петра Спани информации о продвижении больших сил венецианцев к Бализио, отступил в сторону Даньо. Венецианцы отбили Бализио и разрушили реконструированную албанцами крепость.
После женитьбы Скандербега (1451) и рождения у него сына Гьона (1456) Хамза Кастриоти потерял всякую надежду унаследовать после смерти дяди княжество Кастриоти. В 1457 году он снова принял ислам и перешел на сторону османского султана Мехмеда II. По словам турецких анналистов Хамза рассчитывал возглавить движение албанских князей, недовольных деспотизмом Скандербега. Кроме того, султан Мехмед Фатих сумел воспользоваться тщеславием любимца Скандербега и, приняв его в Стамбуле с почестями, объявил Хамзу королём Албании. Хамза был одним из командиров в османской армии под командованием Исы-бея, которая потерпела поражение от Скандербега в битве при Албулене (2 сентября 1457). В этом сражении Хамза Кастриоти был взят в плен албанцами. Скандербег отправил своего племянника-изменника в Неаполь, где он по приказанию короля Альфонса был осужден на пожизненное заключение. Марин Барлетий сообщает, что в 1458 году после смерти короля Хамза вернулся в Албанию, но Скандербег выслал его в Стамбул, где он вскоре покончил жизнь самоубийством, не встречая прежних почестей при турецком дворе.